# Maruri-Jatabe
Maruri-Jatabe est une commune de Biscaye dans la communauté autonome du Pays basque en Espagne.

## Géographie

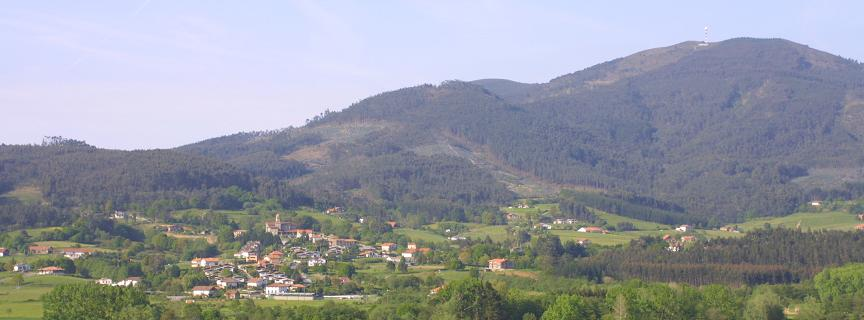
Maruri - Jatabe avec le Jata au fond

La localité est limitée au nord-ouest par Lemoiz, au sud-ouest par Gatika, au nord-est par Bakio et au nord et au sud-est par Mungia.

### Quartiers
Les quartiers de Maruri-Jatabe sont : Billelabaso, Elortegi, Erbera (Mairie), Erdigune, Ergoien, Erribera, Goieta, Ianduri, Ibarra, Jule, Kurtzegana,, Larreta, Saburdi et Sakalde

## Patrimoine

### Patrimoine civil
- Moulin Garaizar : Ce moulin à eau a été restauré, et peut être visité.

### Patrimoine religieux
- Église de San Lorenzo Mártir: L'église de Maruri - Jatabe est une reconstruction de l'ancien temple, détruit pendant la Guerre Civile espagnole. Elle a été légèrement déplacée. Son style architectural est Néoroman et sa construction a été à la charge de l'architecte Luis Maria de Gana responsable entre autres de tant de constructions d'après-guerre comme architecte chargé de Régions Dévastées en Biscaye. À noter que l'église de San Lorenzo conserve deux éléments de valeur historique. D'une part située au nord dans l'extérieur se trouve ce qu'a sûrement été le siège de l'elizate dans laquelle on peut lire une ancienne inscription. Également contigu à cette situation, on localise le chapiteau aujourd'hui utilisé comme Fonts baptismaux que l'on suppose issu de l'ancien ermitage de Santa Cruz (située quelque part dans la pente de Jata[2] et dont il ne reste plus rien) qui pourrait être daté vers le milieu du XIIe siècle.

## Fêtes et traditions
Les festivités patronales de San Lorenzo ont lieu le 10 août.

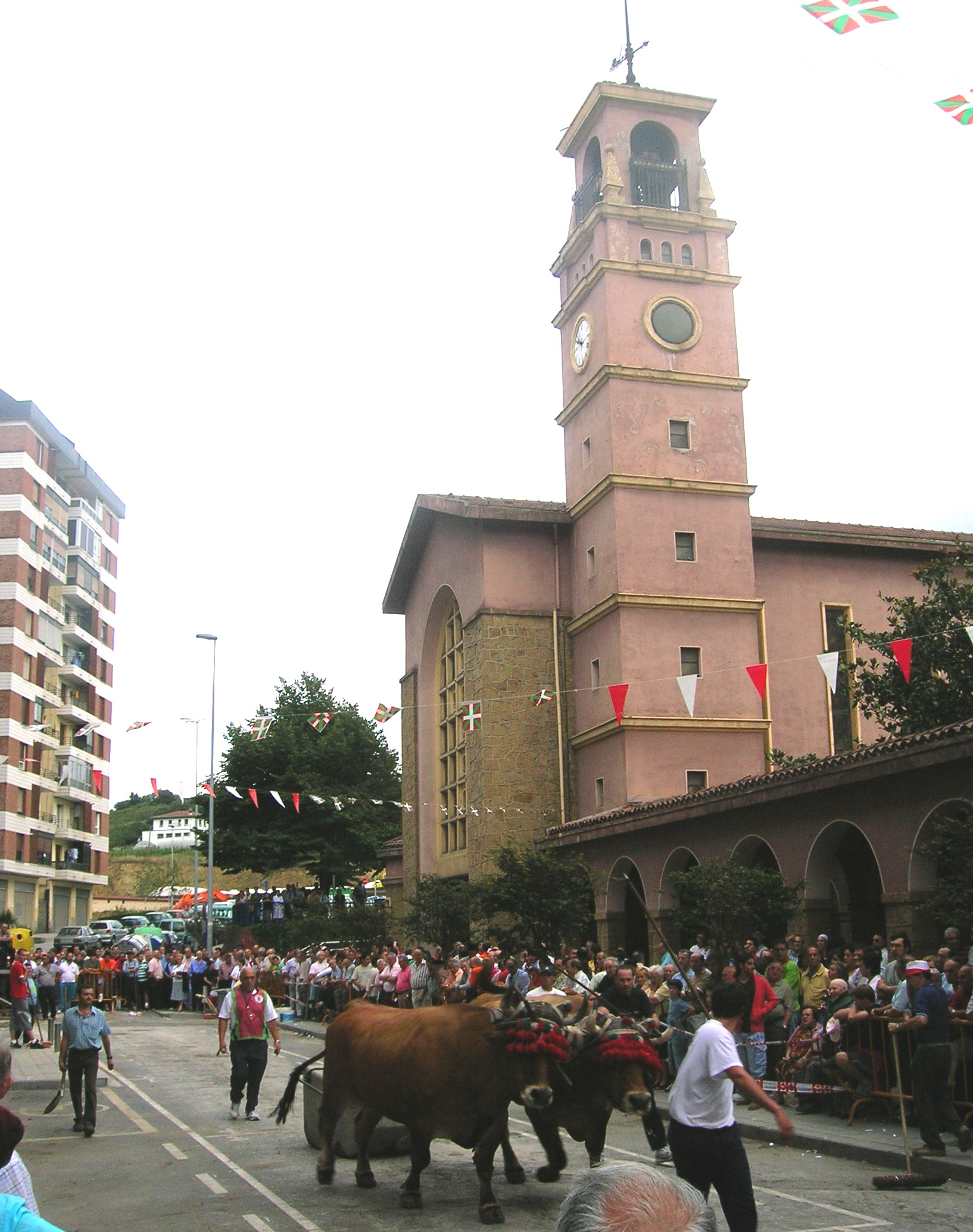
Idi probak dans festivités de Saint Laurent à un autre ville de Biscay: Astrabudua (Erandio)

La commune dispose d'un probaleku, enceinte dans laquelle ont lieu des entraînements de traction de pierre par des bœufs.

### Sources
- (es) Cet article est partiellement ou en totalité issu de l’article de Wikipédia en espagnol intitulé « Maruri-Jatabe » (voir la liste des auteurs).